# Vicente Barrios
Vicente del Carmen Barrios y Bedoya (Asunción, Paraguay, 5 de abril de 1825-21 de diciembre de 1868, Potrero Mármol) fue un general y político paraguayo, yerno del presidente Carlos Antonio López. Bajo López y su sucesor, el mariscal y presidente Francisco Solano López, Barrios ocupó muchos cargos durante los primeros años de la Guerra del Paraguay y participó en las primeras batallas y campañas de la guerra.

## Biografía
Nacido el 5 de abril de 1825 en Asunción, fue hijo de José García del Barrio y Manuela Tadea Díaz de Bedoya, en el seno de una familia acomodada, siendo el último de los vástagos entre sus diez hermanos.
Aún joven, Vicente Barrios se unió al Ejército Paraguayo en 1841 y rápidamente hizo una carrera. En 1847 fue ascendido a capitán y en 1850 a teniente coronel. Como tal, fue uno de los séquitos de Francisco Solano López durante su gira por Europa de 1852-1855. Este viaje, al que lo había enviado su padre, tenía como finalidad principal adquirir modernos barcos y armamento, pero también reclutar científicos, técnicos y colonos para el Paraguay. Después de regresar a Paraguay, López fue nombrado Ministro de Guerra y Marina por su padre y Barrios fue ascendido a coronel. Debido a su rango, también asumió la gestión de un proyecto de colonización que finalmente fracasó en 1855, con lo que la actual ciudad de Villa Hayes se pretendía restablecer como "Nuevo Bordeaux" por inmigrantes franceses.
En 1856, Barrios se casó con la hermana de López, Inocencia, convirtiéndose en miembro de la élite social del país y cuñado de Francisco Solano López, quien sucedió a su padre como presidente en 1862. Después de la declaración de guerra a Brasil de López y la por consiguiente Guerra contra el Paraguay, Barrios fue nombrado comandante supremo de las dos unidades del ejército de 5.000 hombres que invadieron la provincia brasileña de Mato Grosso desde el Alto Paraguay por rutas separadas desde mediados de diciembre de 1864.
La Campaña del Mato Grosso de las fuerzas paraguayas fue de poca utilidad estratégica para el país, pero trajo cantidades significativas de armas y municiones, así como decenas de miles de cabezas de ganado y otros botines. Barrios también aprovechó la oportunidad para enriquecerse personalmente e hizo transportar grandes cantidades de bienes robados por barco a Paraguay para él y su cuñado.

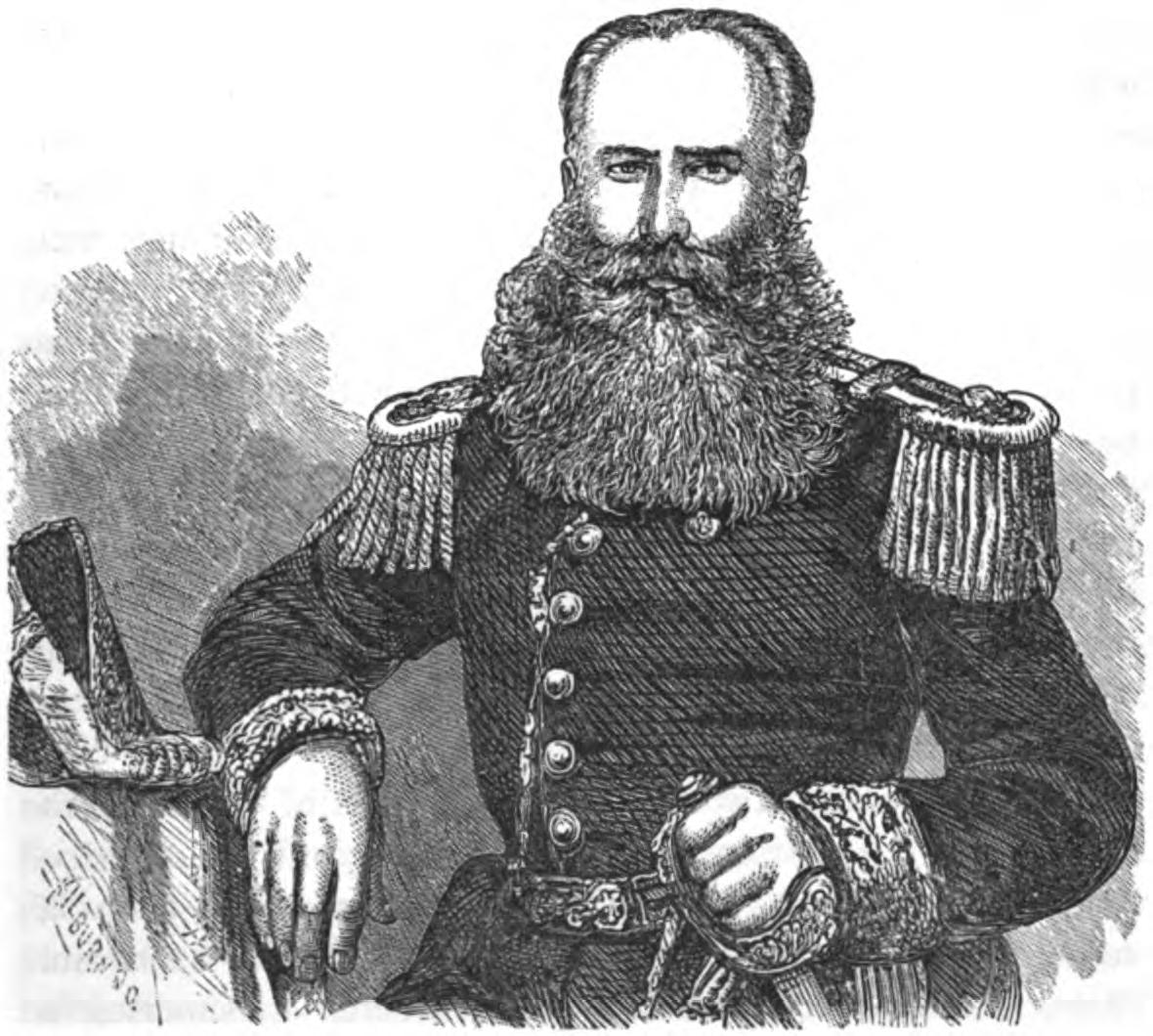
El General Barrios Bedoya.

A su regreso de Mato Grosso, Barrios fue ascendido a general de brigada y nombrado Ministro de Guerra y Marina. En este cargo sucedió a Venancio López, hermano del Presidente. Barrios permaneció en esta posición, incluso después de que fue llamado al servicio militar activo después de que los ejércitos de los países de la Alianza entre Argentina, Brasil y Uruguay invadieran territorio paraguayo.

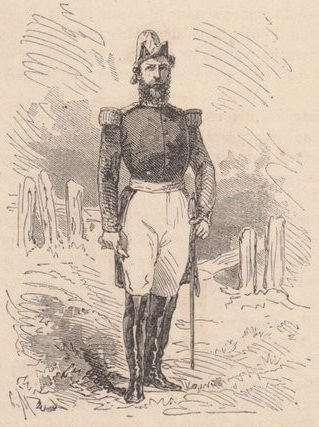
El comandante Barrios es enviado a luchar en el teatro de operaciones en el cuadrilátero de Humaitá.

El 24 de mayo de 1866, Barrios comandó una de las tres columnas de asalto paraguayas en la Batalla de Tuyuti. Sobre esta batalla, concebida por López como un ataque sorpresa a gran escala diseñado para aplastar al ejército aliado y expulsarlo de Paraguay, terminó en una dura derrota para su fuerza. La coordinación de las unidades del ejército paraguayo, que debían marchar por terrenos difíciles, no tuvo éxito. Como resultado, no habían atacado simultáneamente, sino una tras otra columna de ataque, ya que solo habían llegado a su área de operaciones unas horas después del comienzo de la batalla y habían sido repelidos con grandes pérdidas.

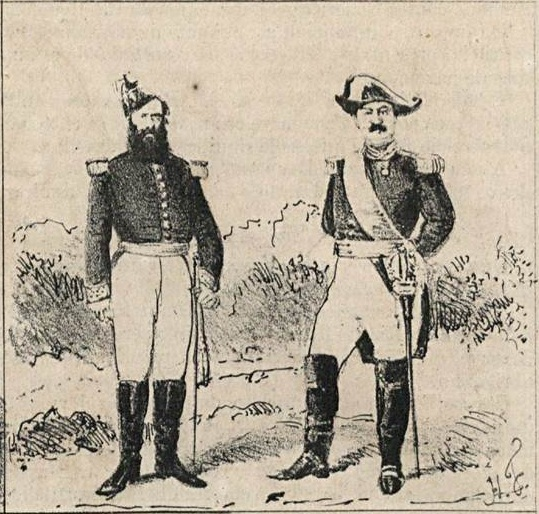
El general Vicente barrios y el general Robles.

En noviembre de 1867, López decidió atacar nuevamente el campamento del ejército aliado y puso a su cuñado al mando de la fuerza atacante. La Segunda batalla de Tuyutí que siguió terminó con otra retirada de los paraguayos, pero López estaba satisfecho con la cantidad de armas y suministros que habían sido capturados o destruidos por su ejército durante la batalla y ascendió a Barrios a mayor general.
Sin embargo, las relaciones entre los dos hombres se rompieron después de que la Armada Imperial Brasileña lograra en febrero de 1868 superar las barreras del río Paraguayo en la fortaleza de Humaitá y bombardear la capital Asunción por primera vez. tiempo. López acusó a Barrios de traición y lo puso bajo arresto domiciliario. La posterior cacería de verdaderos y presuntos conspiradores, que condujo a una ola de ejecuciones conocida como la "masacre de San Fernando", finalmente también convirtió a Barrios en víctima. Después de un anterior intento de suicidio, fue fusilado el 21 de diciembre de 1868, por orden de López.
La esposa de Barrios, también fue arrestada y acusada de traición, pero sobrevivió al trato brutal en prisión y la guerra. Más tarde tuvo un hijo con un oficial brasileño que se rumoreaba que era el general José Antônio Correia da Câmara.

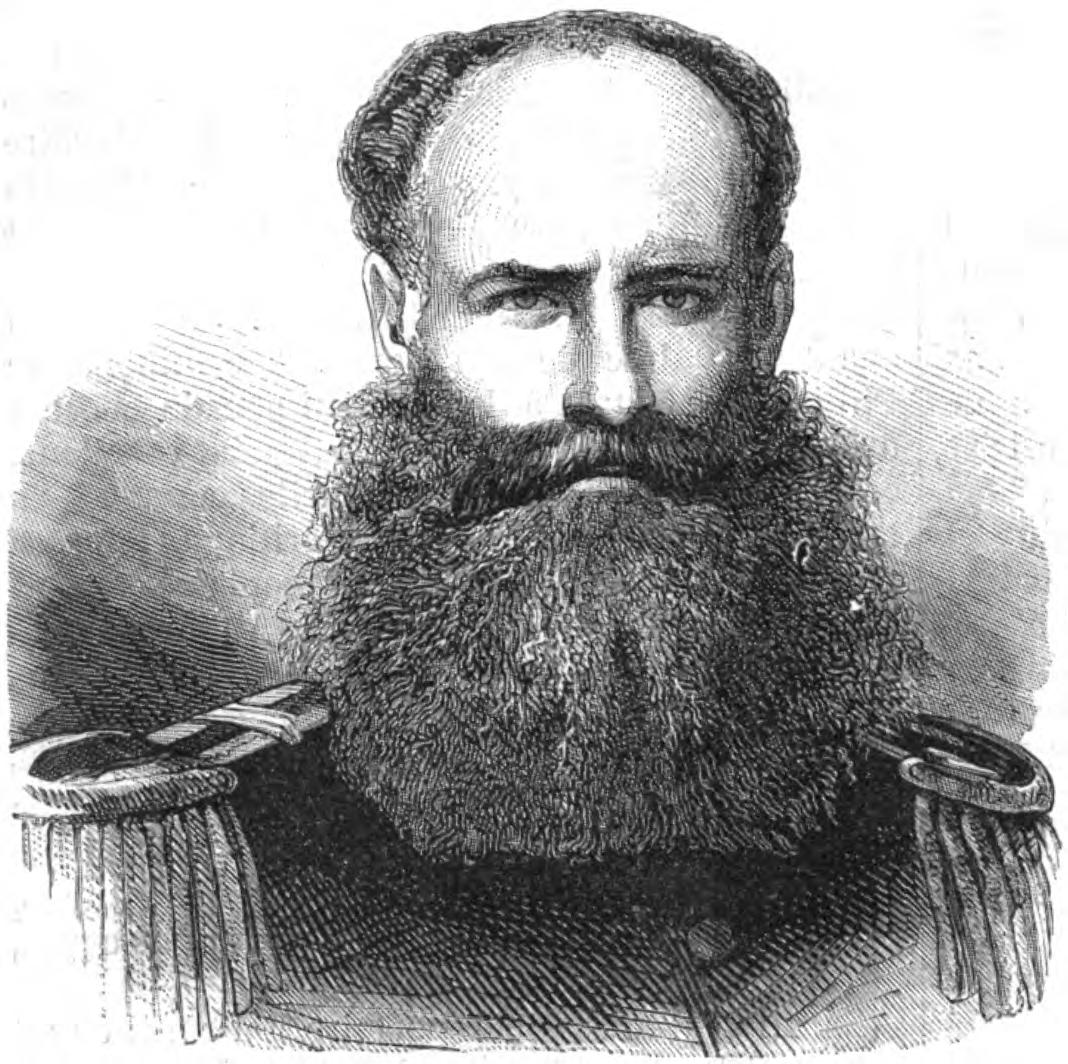
Le général Barrios, ministre de la guerre, beau-frère du président

Un testigo lo relata así «Entre los comensales están… Vicente Barrios, esposo de Inocencia López, hermana del presidente, alto, fornido y de progresiva calva...».